# إمي شينوهارا
إمي شينوهارا (篠原恵美 شينوهارا إمي) (اسمها الحقيقي إميكو واتانابي) هي مؤدية أصوات يابانية ولدت في 8 أغسطس 1963 في محافظة فوكوشيما.

## أدوارها في الأنمي

### مسلسلات أنمي تلفزيونية
- ذا بيغ أو - إنجل
- كاتاناغاتاري - ياسوري ميغيري
- إندكس معينة خاصة بالسحر II - ميسوزو ميساكا
- رايلغان معينة خاصة بالعلم S - ميسوزو ميساكا
- ناروتو شيبودن - كوشينا أوزوماكي
- عندما تبكي النوارس - ناتسوهي أوشيروميا
- بي بليد - جودي
- هاجيمي نو إيبو - ماري إيمورا
- هاجيمي نو إيبو New Challenger - ماري إيمورا
- هاجيمي نو إيبو Rising - ماري إيمورا
- كلايمور - أوفيليا
- سيلور مون - ماكوتو كينو/سيلور جوبيتر
- سيلور مون R - ماكوتو كينو/سيلور جوبيتر
- سيلور مون S - ماكوتو كينو/سيلور جوبيتر
- سيلور مون SuperS - ماكوتو كينو/سيلور جوبيتر
- سيلور مون سيلور ستارز - ماكوتو كينو/سيلور جوبيتر
- NOIR - مارين
- سكرابد برنسس - إلماير
- لافليس - آنسة كاتسكو
- المقيم الأبدي - هاتسو
- لاينباريل الحديدي - يوريان فيثفول
- غا-راي زيرو - ميسوزو ناكاباياشي
- بوكيمون - أيا

### أوفا أنمي
- طوكيو بابيلون - ميريه هيداكا
- سوبرنتشرل ذي أنيميشن - جيني

### أفلام أنمي
- X - أراشي كيشو
- بيرفكت بلو - إيري
- سيلور مون R - ماكوتو كينو/سيلور جوبيتر
- سيلور مون S - ماكوتو كينو/سيلور جوبيتر
- سيلور مون SuperS - ماكوتو كينو/سيلور جوبيتر

## أدوارها في ألعاب الفيديو
- ناروتو شيبودن: ألتيميت نينجا ستورم ريفولوشن - كوشينا أوزوماكي
- ناروتو شيبودن: ألتيميت نينجا ستورم 4 - كوشينا أوزوماكي

## أدوارها في الدبلجة اليابانية
- الضاحكون - ريتا

## وصلات خارجية
- إمي شينوهارا على موقع IMDb (الإنجليزية)
- إمي شينوهارا على موقع ألو سيني (الفرنسية)
- إمي شينوهارا على موقع ميوزك برينز (الإنجليزية)
- إمي شينوهارا على موقع أول موفي (الإنجليزية)
- إمي شينوهارا على موقع قاعدة بيانات الفيلم (الإنجليزية)
- إمي شينوهارا على موقع كينوبويسك (الروسية)
- إمي شينوهارا على موقع ANN person (الإنجليزية)